# Cúllar
Cúllar es una localidad y municipio español perteneciente a la provincia de Granada, en la comunidad autónoma de Andalucía. Cuenta con una población de 4091 habitantes (INE, 2020).
Cruce de caminos desde tiempos prehistóricos, su ubicación lo ha convertido en crisol de varias culturas. Encontramos indicios de actividad homínida en el yacimiento arqueopaleontológico de Cúllar-Baza 1 (800 000 años de antigüedad), junto a una muy variada fauna prehistórica. En la pedanía de El Malagón fue excavado un asentamiento del III milenio a. C., correspondiente a la cultura arqueológica de Los Millares en el que apareció el llamado Ídolo de Malagón, figura antropomorfa realizada sobre marfil, con rasgos femeninos salvo en los genitales, por los cuales generalmente ha sido considerada una representación masculina. En el Museo Arqueológico de Granada puede localizarse junto a otra estatuilla mucho menos famosa pero de mayor calado artístico, realizada sobre alabastro y representando claramente a una mujer o divinidad femenina. Cúllar posee indicios de ocupación en tiempos romanos, pero no será hasta la presencia musulmana cuando podamos hablar de un verdadero asentamiento permanente en el actual núcleo urbano.
De la devoción por la Virgen de la Cabeza en los pueblos de la zona, surgen varias fiestas de moros y cristianos (Cúllar, Zújar, Benamaurel,...) que poseen todos un origen común en las antiguas romerías realizadas al cerro de Jabalcón, previo a las distintas devociones locales. Las fiestas de Cúllar fueron recuperadas a inicios de la década de 1980, ya que habían dejado de celebrarse en 1927 tras la muerte accidental de un joven durante las festividades. Realizadas el último fin de semana de abril, suponen el mayor atractivo sociocultural del pueblo e implica a gran parte de sus pobladores.

## Historia
En torno al 2500 a. C. los pobladores de la cultura de Los Millares se adentran desde las zonas costeras a la zona de la Hoya de Baza. De esta época data el yacimiento arqueológico de El Malagón, poblado minero fortificado que se establece para la explotación de los filones de sulfuros y carbonato de cobre de fácil acceso. Este poblado fortificado en alto, similar al de Los Millares, pudo obedecer a funciones de control del paso desde el sureste hacia el Alto Guadalquivir. En torno al 2200 a. C. se produce el abandono de El Malagón, probablemente en favor del poblado agrícola y ganadero del que es testigo el yacimiento arqueológico de Cerro de la Virgen de Orce.
El miliario aparecido en 1973 en la Rambla de Pulpite y que se conserva actualmente en el altar mayor de la Iglesia Parroquial de Cúllar, posee una inscripción latina que dice, según M.Pastor: “El emperador César Augusto, Cónsul por XI, con la 16 potestad tribunicia, aclamado por imperator por 13 vez, pontífice máximo”. Su cronología es, según este estudio, del año 7 ane/aC.
Año 985. Almanzor da descanso a sus fuerzas en Cúllar a su paso hacia Murcia.
Año 1175. En el periplo del año 571/1175 que realiza Ibn Mugawir desde Sevilla hasta Denia, se menciona Küliya.
Año 1190. Al-Yaziri, rebelde contra el poder almohade, es apresado en el castillo de Cúllar.
Año 1252. Cúllar vuelve a dominación árabe pese a haber sido previamente reconquistada por los cristianos al tomar Lorca Alfonso X el Sabio justo al inicio de su reinado.
Año 1399. 63 vecinos inician la compra del término municipal por 3000 dinares de oro al rey Muhammad VII, que lo tenía enfeudalizado como propiedad real. Con ello los habitantes de Cúllar accedían a ser libres y desprenderse de toda una serie de cargas impositivas.
Año 1488. El rey moro El Zagal, aprovecha la ausencia del gobernador Carlos de Biedma para atacar Cúllar. En el castillo (actualmente desaparecido) se hacen fuertes el Capitán Juan de Ávalos y un pequeño grupo, resistiendo hasta que Luis Portocarrero levanta el cerco. La villa será arrasada e incendiada por El Zagal como represalia.
Año 1508. En el pleito por la delimitación de los términos de Orce y los Vélez, en territorio de la frontera nororiental del reino, testigos declaran la existencia de la comunidad de pastos. Bartolomé de Colmenar, vecino de Cúllar, de 65 años de edad, hace más específica esta comunidad al indicar que se llevaba a cabo entre su alquería y la de Vélez "en tiempo de los Moros" (antes de la Reconquista). Zacarías Mehedix, otro vecino de Cúllar, declaraba haber pagado el tributo por herbajar en Vera y en Oria, con leche y queso de su ganado.
Año 1522. Un intensísimo terremoto destruye todas las viviendas del municipio, seguido de un incendio voraz. El pueblo queda prácticamente vacío y los Reyes Católicos proceden a su repoblación. Muy posiblemente los restos existentes del castillo se derrumban también en estas fechas, así que coincidiendo con los inicios de la construcción de la iglesia de Nuestra señora de la Anunciación, el recinto amurallado del castillo comience a servir de cementerio, hasta finales del siglo XIX en que se trasladará a las afueras del municipio. Un torreón parece resistir en la ubicación del antiguo Castillo al menos hasta mediado del siglo XIX, dado que en el Diccionario geográfico-estadístico-histórico de España y sus posesiones de Ultramar aún se mencionaba.
Año 1570. Don Juan de Austria a su regreso hacia Baza pernocta en Cúllar. Ese mismo año llegan a Cáceres (Extremadura) gran parte de los moriscos expulsados de Cúllar, Baza y Benamaurel. Se asentaron en la calle de Santiago que desde entonces tomó el nombre de “calle de moros”, actualmente llamada General Margallo.
Año 1618. Se concede Cédula Real para permanecer en España, y en concreto en Cúllar, a Diego Gómez, hijo de Bernabé Gómez, seguramente como deslegitimado por los habitantes de Cúllar por la acusación de pertenecer a la comunidad morisca.
Año 1628. Cúllar se exime de la dependencia de la ciudad de Baza, adquiriendo tal privilegio por concesión regia, pagando 225 000 maravedíes. Se utiliza para la delimitación el apeo de amojonamiento de 1572 por parte del licenciado Jerónimo de Rivera.
Año 1772. El francés Juan Peyron narra en su "Nuevo viaje por España":
"...es un pueblo construido al pie de una montaña cuyo recinto está hueco y lleno de habitaciones, donde viven las tres cuartas partes de los habitantes"
Otro viajero, Joseph Townsend, visitó España entre 1786 y 1787 y de Cúllar describe las cuevas en los siguientes términos: 
".... Llegamos a Cúllar Baza, miserable pueblo con varias habitaciones labradas en la roca arenosa".
En una versión contemporánea y en alemán de esa misma publicación, se citan el abundante cáñamo cultivado en Cúllar y la existencia de una colina con una horca con cuchillo, muy posiblemente El Puntal, del que actualmente solo permanece el nombre para una barriada.
Año 1824. Es detenido en Cúllar Pablo Iglesias, político y militar liberal, tras la Expedición de los Coloraos, en que se pretendía tomar Almería.
Hacia 1870 uno de los viajeros románticos que recorrió esta zona y que desde Granada, en una carta a su padre, explicaba la profunda impresión que le produjo la contemplación de este paisaje: 
"Nuestro viaje a través de las montañas se realizó felizmente... Hemos visto cosas maravillosas, ¡hay que volver! ¡Cúllar Baza y Guadix están grabadas en mi cráneo! Estoy seguro de no encontrar jamás en ningún país, ni siquiera en África o en Siria, nada tan importante, tan bello desde todos los puntos de vista". ¿Dónde encontrar nada más bello que estos desiertos desconocidos, situados al Este de Granada, donde las montañas, barrancos y llanuras adoptan las formas más definidas y bellas con un tono de sencillez que no he visto más que allí?"
Año 1881. H. Belsches Graham Bellingham describe:
Hacia el mediodía, mientras caminábamos a lo largo de la cumbre de una colina árida pasamos por una serie de cuevas en las rocas escarpadas; eran las viviendas de campesinos trogloditas y de gitanos. Estábamos llegando a la extraña ciudad de Cúllar de Baza... 

## Etimología

### Significado
Posiblemente, de voces árabes como qulla o kulya: ‘cima’. Algunos autores han convenido determinar el origen del término en la voz latina Collis/Collia, dada para salientes y pequeños montes (Collia-Collado); y de ahí nombres geográficos como Alcolea, Aznalcóllar, Collía, Cuéllar, Culla, Cúllar Vega, o el propio Cúllar, todos próximos o inmersos en zonas de paso natural entre relieves. De esta se daría cierta transición a una voz árabe similar a qūlya (pronunciado /kúlia/) habiéndose indicado en ocasiones este término como "Terreno elevado".
Culla y Cullera (Valencia), dos pueblos cuyos castillos aún se ubican en la cima de sendos cerros notables, apoyan este origen también para Cúllar, recordándonos así la importancia del castillo de Cúllar incluso en el origen de su nombre, y actualmente desaparecido por completo. En el caso de Culla, en la parte más alta de su término a más de 1100 metros; en el caso de Cullera, en el único promontorio litoral entre Oropesa y Dénia..
Otra teoría mucho más en desuso tras estas investigaciones, indicaba que dado su uso en combinación con -Baza o con -Vega, pudiera ser simplemente un prefijo que significase "Cerca de -", pero una vez que se reflexiona y verifica la mayor antigüedad del término aislado sin los sufijos, carece de sentido.
Otra hipótesis sugiere una procedencia en la antigua cobertura vegetal de encinar, recurso natural de hecho explotado en la zona desde época neolítica y hasta bien entrado el siglo XX.
La primera hipótesis permanece como la más extendida y aceptada: Cúllar significaría Cima/Promontorio/Colina, y obedece esta denominación a la antigua ubicación de su castillo: dominando un alto geográfico junto a un valle fluvial.
(I) En persa kúh* significa montaña, y kullah-i-kúh cumbre de montaña (p. 209); por otro lado kulábatún* o gulábatán* y dabírí* dan el significado de hilo de oro (si bien zar* y tilá* son las distintas etimologías de oro); en otro punto zarí* da paño de oro (p. 131). Para añadir más enfoque al tema, de la también granadina Darro hallamos posible etimología en  darrah* desfiladero entre montañas (p. 209)(II).
De (I) a (II) datos obtenidos del ensayo Vástagos de Hércules I (pendiente de edición).

### Evolución del término
El uso de la tilde en las diversas formas ha variado continuamente desde su origen, siendo con tilde la forma ortográficamente correcta. Las voces Cúllar, Cúllar de Baza, Cúllar Baza y Cúllar-Baza, han coexistido en un aparente caos, Cúllar es el nombre oficial desde DECRETO 106/1986, de 18 de junio del Boja número 65 de 03/07/1986, paso definitivo dado debido a la firme voluntad de sus habitantes.
Cullar (sin tilde, castellanización del árabe Qūlya) ya es utilizado en 1420. Cien años después, en 1514 sigue constando como Cullar (sin tilde también) en un antiguo nomenclátor de la provincia de Granada, el Repartimiento del servicio para la paga de los guardas, atalayas, requeridores y otros oficiales de la costa que se llamaba farda de mar.
Cúllar de Baza será el nombre no oficial del municipio pero generalmente utilizado durante los siglos XVI e inicios del XVII por permanecer dependiente de Baza por privilegio real. En 1628 este privilegio desaparece y por tanto resultaba innecesario el continuar utilizando "de Baza". Dado el siglo y medio durante el cual sí que se había mencionando así, se seguirá utilizando, como por ejemplo en 1693 como Cullar de Baça.
Cúllar será el nombre utilizado con mayor profusión en los documentos locales entre inicios del siglo XVIII y hasta mitad del siglo XIX. Sin embargo simultáneamente seguiría el uso de Cúllar de Baza en los documentos de administraciones regionales para evitar confusiones con el parcialmente homónimo Cúllar Vega.
El siglo XIX venía contemplando simultáneamente el uso de las cuatro formas: Cúllar, Cúllar de Baza, Cúllar Baza y Cúllar-Baza (ejemplos en    ), lo cual continuará sucediendo hasta la etapa de la Transición Democrática.
Durante la época aproximada entre 1830 y 1939, será Cúllar de Baza el nombre que se utilice con más profusión. Sin embargo tras la Guerra Civil será rápidamente sustituido por la forma abreviada con guion intermedio Cúllar-Baza, ya existente desde en torno a 1850 y que residualmente se continuaría utilizando casi hasta la actualidad con y sin guion, siendo solo correcto su uso entre 1968 que se aprueba la solicitud de rectificación del nombre para la eliminación de la preposición "de", quedando como Cúllar-Baza y hasta 1986, año en que definitivamente se aprueba de nuevo Cúllar como el nombre oficial, con informes positivos incluso de instituciones como la Real Academia de la Historia a través de su miembro Dalmiro de la Válgoma.
Aunque persistan ocasionalmente en la actualidad errores al referirse al pueblo bajo las formas Cúllar de Baza, Cúllar Baza y Cúllar-Baza, se deben especialmente a factores como el uso de las mismas por parte de población emigrada entre 1950-1970, que salieron de su patria chica bajo otro nombre y por este siguen refiriéndose a ella. Por otro lado tanto en los medios de comunicación e incluso en los escritos de las administraciones oficiales se siguen cometiendo errores debido a considerar que el sufijo "-Baza" es necesario para la diferenciación respecto a Cúllar-Vega, pese a lo innecesario de esto y sobre todo a la incorrección que se comete al seguir utilizando voces ya descartadas.

## El escudo de Cúllar

Escudo de Cúllar

El escudo de Cúllar no está recogido en las publicaciones periódicas de Símbolos de las Entidades Locales de Andalucía. Parece que está inspirado en símbolos de la Inquisición (hubo en Cúllar cargos vinculados a la Inquisición hasta el siglo XIX). Pueden observarse representaciones similares al escudo en la parte derecha del altar de la iglesia parroquial, o en la entrada a la calle Mayor número 12.
Descripción: En campo de oro, una cruz latina de sable, adiestrada de espada de plata con la punta hacia abajo y siniestrada de rama de olivo de sinople. Bordura componada de doce piezas de Castilla y León. Entado de plata, una granada al natural, rajada de gules, tallada y hojada de dos hojas de sinople. Al timbre, corona real abierta.

## Lafiebre del oroen Cúllar
En 1990, el cullarense Gregorio Salvador Caja mencionaba en uno de sus más famosos artículos del diario ABC lo siguiente:  
"Cuando yo estudiaba Bachillerato, en uno de mis libros de geografía se hablaba de la producción de oro en el mundo, y aparte de los yacimientos del Transvaal, de California, de Colombia o de Australia, se contaba que, en España, los ríos Sil y Darro arrastraban arenas auríferas y que también se había encontrado oro en Cúllar-Baza. No sé de dónde habría sacado el autor del manual tan áurea e incitante noticia. Nadie guardaba memoria en el pueblo de semejante hallazgo ni tampoco se supo nunca por qué extraños caminos llegó tal especie a un libro escolar; bien es verdad que duró poco: en la edición del año siguiente ya se había esfumado el fantástico dato. La fama del pueblo había quedado reducida al levísimo oropel de un destello fugaz en un libro arrumbado. "
Siglo y medio antes, en 1851 se publicó en Madrid un texto acerca de los terrenos de Granada en los cuales se había localizado oro, así como se comentaba todo el estado de la cuestión (explotaciones, maquinaria, potencialidades y viabilidad, etc..) por parte de un autor llamado. Tomás Sabau y Dumas, ingeniero del Colegio Nacional de Minas. El texto, aunque de unas escasas sesenta y cuatro páginas, está repleto de curiosidades y descripciones minuciosas de toda la provincia, careciendo de menciones a Cúllar ni a su oro, por lo que dada la especialización del autor podemos deducir que para la fecha de publicación del libro aún no se había producido el origen de posteriores citas. 

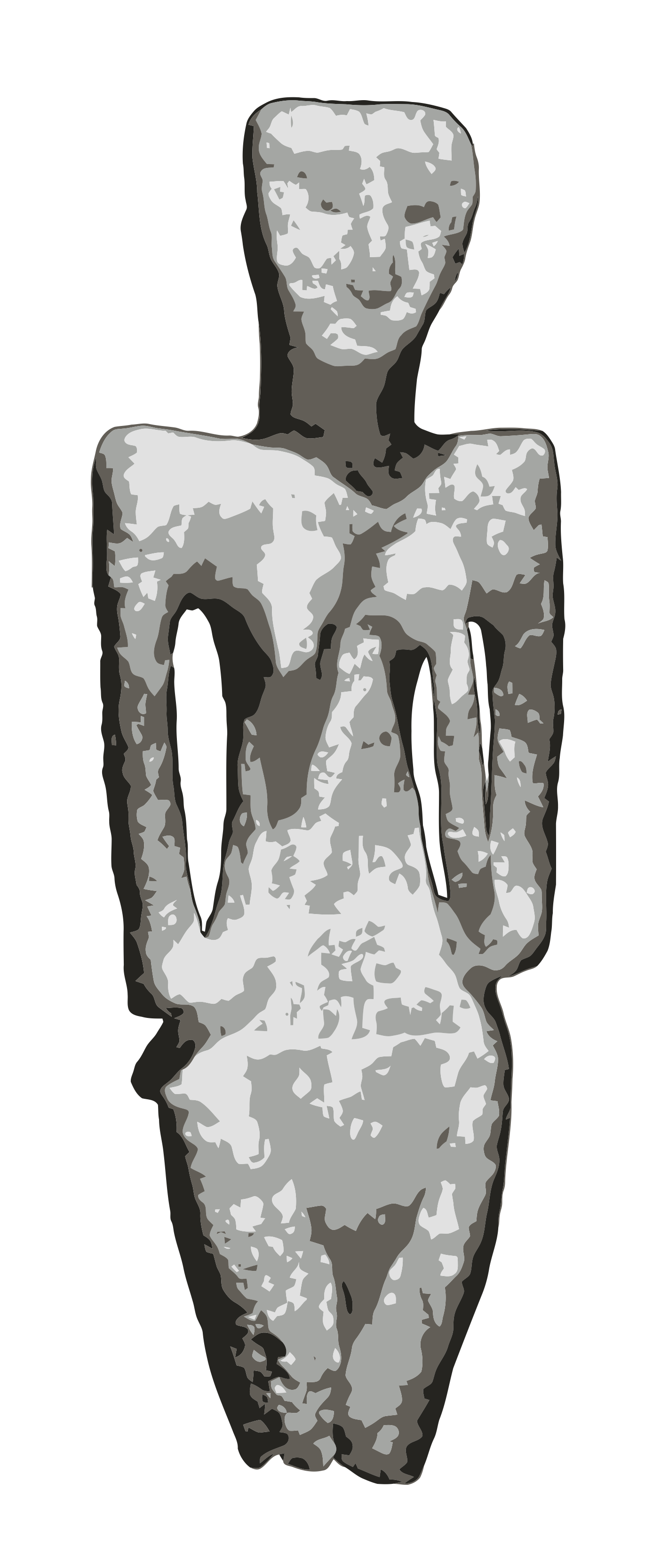
Ídolo femenino de El Malagón (Cúllar, Granada). Actualmente en el Museo Arqueológico de Granada

Precisamente ese mismo año tuvo lugar en Londres una Feria de Muestras Internacional, en cuyo catálogo localizamos que desde Cúllar se aportaba algo muy distinto al oro, inventariado con el número 23 de ese listado provincial aportado por el Inspector de Minas de Granada: sulfato de magnesia/magnesio. En aquel catálogo se indicaba que "es producido por la evaporación natural de un considerable manantial situado en ese distrito [Cúllar]". Se indicaba igualmente por el inspector que era "vendido al muy bajo precio de cuatro reales y medio por arroba".
En Cúllar fueron quince las minas de oro que se registraron en 1858:
- En la Laera, el cerro coronado por la Torre Alabide, se registraron las minas: "Esperanza", "La California", "Nuestra Señora de la Cabeza", "Por si Acaso" y "Aurora".
- Próxima a ellas, la mina "Lepanto" ubicada en la Fuente del Oro y el Camino de la Laera.
- La mina "La Madriguera" ubicada en La Loma y Piedra del Machero.
- Las minas "María Fernanda" y "Barcelona" ubicadas en el Cercado de Angulo, en el Camino Real de Lorca.
- Las minas "Navío de Hélice" y "San Hermenegildo" ubicadas en La Loma, en el Pago de la Fuente de la Caserilla.
- La mina "Alemania" ubicada en Los Mendigos, en el Peñón de la Torrecica.
- La mina "Mallorca" ubicada en la Cañada del Colmenar.
- La mina "La Piedad" ubicada en las Cabezadas de Macialpitán.
- La mina "Virgen de la Maravilla" ubicada en la Loma de la Venta del Peral.
En 1860, Juan Vilanova y Piera publicaba un Manual de Geología Aplicada a la Agricultura y a las Artes Industriales. En este sorpresivamente localizamos que se indicaba cómo se encontraba oro "en Cúllar de Baza en filón en las cuarcitas silurias" entre otros muchos lugares de la geografía mundial. Al finalizar esa década, una nueva crónica provincial nos aporta nueva información al respecto. Juan de Dios de la Rada y Delgado publica en 1869 un texto en el cual se indicaba la "existencia de oro en los terrenos cuaternarios de las inmediaciones de Granada y Cúllar de Baza", así como posteriormente insistía en que en el "Partido de Baza: Baza, Caniles y Cúllar de Baza" se encontraban "plomo y oro".

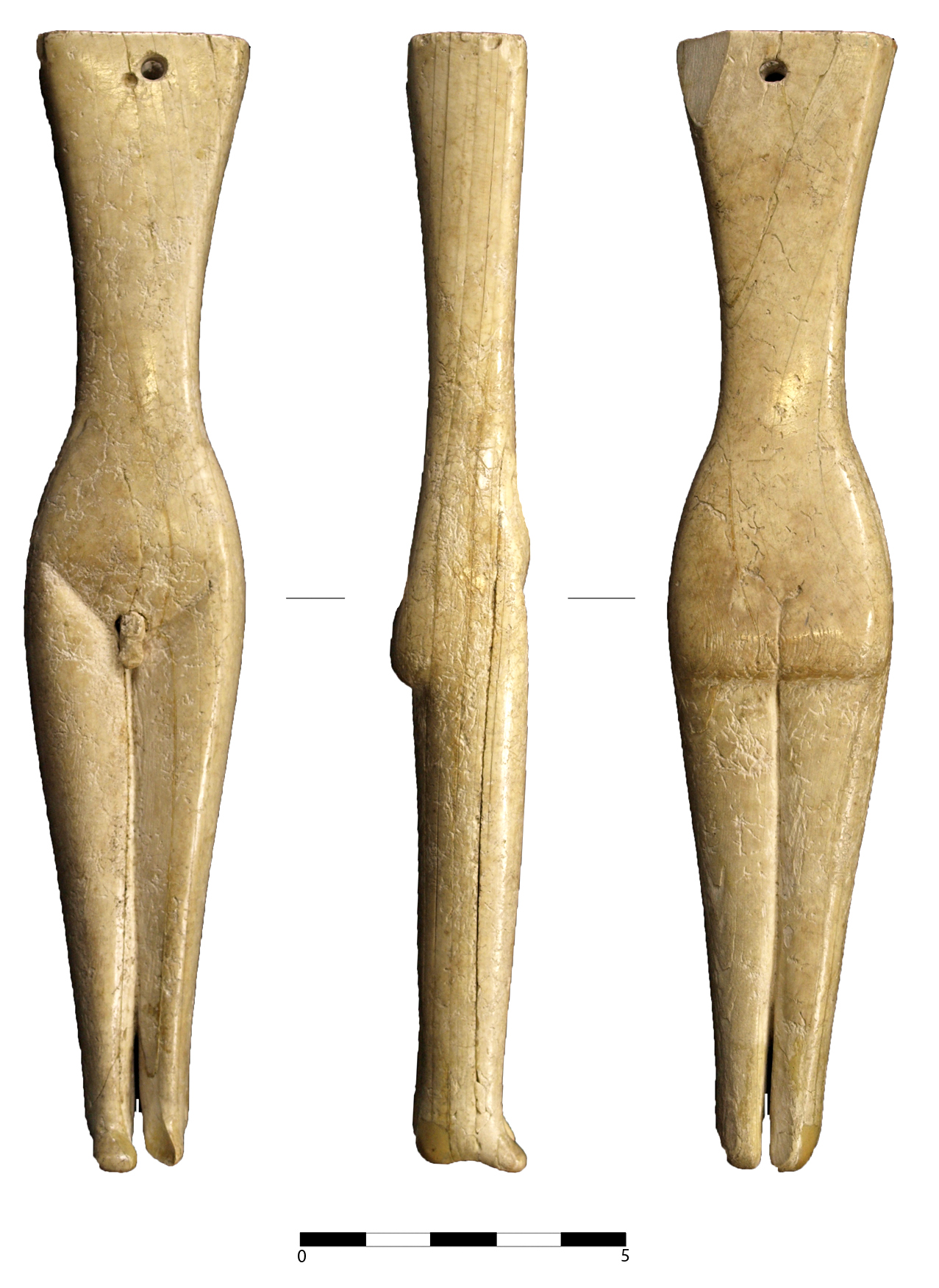
ídolo de marfil hallado en El Malagón (Cúllar), actualmente en el Museo Arqueológico de Granada.

Al año siguiente, 1870, y por lo menos hasta 1884, se producen varias ediciones de un Programa de un curso de Historia Natural para los Institutos de Segunda Enseñanza y escuelas normales, por José Monlau. En estos manuales se indicaba:
"El oro nativo cristaliza en el sistema cúbico, o se presenta en pepitas; es de color amarillo peculiar; su densidad varía entre 12 '66, y 14'86, y forjado llega a 19'26; es dúctil y maleable; tiene por fórmula Au pero va también mezclado con osmio, paladio, etc; es fusible al soplete y atacable no más que por el agua regia. - Abunda en California, Australia, Brasil, Colombia, Chile, Siberia, etc,: y en España se encuentran algunos granitos en las arenas de los ríos Darro, Sil y Tajo, en Navas de Ricomalillo (Estremadura), Sierra Cabrera (Zamora), Cúllar de Baza (Granada), y también en el cerro del Sol, colinas de la Alhambra, de Huétor-Vega y otros puntos de la provincia de Granada. - Sirve para la fabricación de alhajas y moneda, para el dorado, etc. "
En 1882, el volumen nueve de la obra "La Creación: Historia Natural", editada en España por Montaner y Simón e impresa en Cartagena, incluía en ella una mención basada de manera directa en la obra de 1860 de Juan Vilanova: "Se hallan criaderos en España en vahos distritos de Asturias, en las Navas de Ricomalillo (Estremadura), en la Clavería de Alcántara, en la dehesa del Castillo, en Sierra-Cabrera (Zamora] y en Cúllar de Baza."
De este recorrido histórico se podría derivar que toda la aventura del oro cullarense derivase posiblemente del inventario de muestras de la exposición internacional de Londres en 1851, cuando la muestra de oro [número 23], Arenas auríferas, del Barranco de Doña Juana, procedente de los depósitos realizados en las zonas llanas del río, por carecer de municipio (en realidad procedentes de Huétor-Vega) fuese confundida como procedente de Cúllar, municipio que aparecía citado en la muestra 22 (magnesio), siendo la previa en ese inventario. Siete años después, este error posiblemente regresa a Cúllar en forma de Fiebre del Oro, reforzado por los verdaderos hallazgos en otros pueblos cercanos como Caniles, donde sí hubo cierto movimiento industrial relativo al oro y su posible (aunque finalmente infructuosa) extracción.
Las minas declaradas como tales en 1858 obedecerían posiblemente a un fenómeno de interesada protección a futuros hallazgos, sin fundamentos reales, pero hay que destacar el topónimo local de la Fuente del Oro, denominada así desde fechas muy anteriores a este fenómeno de mediados del siglo XIX.

## El Museo de Moros y Cristianos de Cúllar
En Cúllar las fiestas de moros y cristianos celebradas el último fin de semana del mes de abril, suponen el mayor hito festivo y de actividad turístico-cultural de todo el año. Para mayor difusión de estas festividades se comenzó a crear un museo aprovechando que había que remodelar una de las plazas centrales del casco antiguo, la Plaza Gregorio Salvador, donde además tienen lugar muchas de las actividades culturales del día a día de este municipio.
Este Museo pretendía mostrar la evolución de estas fiestas desde que fueron recuperadas en los años ochenta. En su planificación cuenta con fotografías, vídeos y una exposición permanente de trajes, banderas y estandartes como medio de aproximación a las expresiones culturales de este patrimonio inmaterial. Redundando en el sector turístico de la localidad, se ejecutó en 2011 con un coste de 150 000 euros de los que la Consejería de Turismo, Comercio y Deporte aportaba el 60 %. El programa bajo el que se subvencionó fue el cuarto Plan de Acción de la Mancomunidad de Baza sobre Turismo Sostenible.

## Núcleos de población pertenecientes a Cúllar
Los anejos de Cúllar son: Aguaderico Segundo, Aguaderico Tercero, El Almendro, Los Azores, Barrio Nuevo, Casa Abad, Charcón Higuera, Charcón Nicolases, El Collado, El Margen, Matián, Pulpite, El Saúco, Tarifa, Venta del Peral, Venta Quemada, Pozo Iglesias y Las Vertientes.
| Núcleo de población (Anejo) | Población (2016) |
| --------------------------- | ---------------- |
| Aguaderico Segundo          | 8                |
| Aguaderico Tercero          | 6                |
| Barrio Nuevo                | 29               |
| Casa Abad                   | 3                |
| Charcón Nicolases           | 18               |
| Charcón Higuera             | 28               |
| Cúllar                      | 4296             |
| El Almendro                 | 4                |
| El Collado                  | 15               |
| El Margen                   | 246              |
| El Saúco                    | 4                |
| Las Vertientes              | 168              |
| Los Azores                  | 6                |
| Matián                      | 8                |
| Pozo Iglesias               | 31               |
| Pulpite                     | 63               |
| Tarifa                      | 18               |
| Venta del Peral             | 115              |
| Venta Quemada               | 135              |

## Fiestas
- Fiestas de San Blas, en El Margen, el 3 de febrero.
- Fiestas de Moros y Cristianos en honor a la Santísima Virgen de la Cabeza, en Cúllar, el último fin de semana de abril. Declaradas de Interés Turístico Andaluz.
- Fiestas de San Agustín, en Cúllar, cuatro días en torno al 28 de agosto.
- Fiestas de San Juan, en Las Vertientes, el 24 de junio.
- Fiestas de Tarifa, fin de semana previo a las de San Juan en Las Vertientes.
- Fiestas de San José, en la Venta del Peral y Venta Quemada el 19 de marzo.
- Fiestas de Santiago, en Venta Quemada.
- Fiestas de San Antonio, en Matián.
- Fiesta del Día de la Cruz, 3 de mayo, en todo el término municipal.
- Fiestas de San Torcuato, en Pozo Iglesias el 15 de mayo.

## Demografía
Cúllar cuenta con una población de 3936 habitantes (INE 2024).
| Gráfica de evolución demográfica de Cúllar entre 1842 y 2021                                                        |
| |
| Población de derecho según los censos de población del INE Población de hecho según los censos de población del INE |

### Demografía histórica
Según Ladero Quesada, Cúllar contaba 100 vecinos en 1490.
La repoblación del siglo XVI dejó Cúllar de este modo:
| Origen de repobladores LIBRO DE APEO DE LA VILLA DE CÚLLAR (1572) |         |            |
| Procedencia                                                       | Vecinos | Porcentaje |
| Originarios                                                       | 16      | 11 %       |
| Jaén                                                              | 4       | 3 %        |
| Andalucía                                                         | 9       | 6 %        |
| Reino de Murcia                                                   | 28      | 19 %       |
| Castilla la Nueva                                                 | 40      | 27 %       |
| Resto de España                                                   | 16      | 11 %       |
| Nombres ilegibles en el libro                                     | 35      | 23 %       |

Son 778 los habitantes que constan para 1572. Predominan en Cúllar repobladores de Murcia, La Mancha, o lugares como Cuenca, Navarra, Burgos,… lugares de origen que, como apellidos han continuado presentes hasta la actualidad en los habitantes de la villa.
SERVICIO DE MILLONES. CENSO DE TOMÁS GONZÁLEZ (1591):
| Vecinos | Habitantes | Cuota  | Maravedíes/Vecino |
| 235     | 1057       | 65 460 | 280               |

Cúllar no aparece en este Censo, aunque sí el reparto con la cuota de 65 460 maravedíes para su término. Se obtiene el número de vecinos a partir de la contribución media por vecino, estipulando para esta 280 maravedíes, pues Zújar y Caniles rodaban efectivamente esa cifra. Los habitantes se han determinado aplicando un coeficiente de 4'5 por "vecino". Desde los datos del Libro de Apeo a los del Censo de Tomás González, es decir, en veinte años (1572-1591), se produce un crecimiento anual medio del 15'4 por mil. El crecimiento fue del 2'7 por mil en toda España en el periodo de 1541-1591, por lo que a los repobladores asignados se unió sin ninguna duda una inmigración, hubo un gran efecto llamada. En el caso de Cúllar, podría ser un lugar refugio de los expulsados en buena parte, sabiendo que se autorizó en el reparto de 1572 una quinta parte de propietarios moriscos o "naturales del Reyno".
Para el siglo XVII contamos con escasas o nulas fuentes. Para 1628 usamos un documento realizado con motivo de la independencia de la villa respecto a Baza
|         | Henríquez (1620)     | Independencia de la Villa (1628) |
| Vecinos | 100 (450 habitantes) | 340                              |

### Aspectos demográficos y socioeconómicos delsigloXVIIIen Cúllar
```

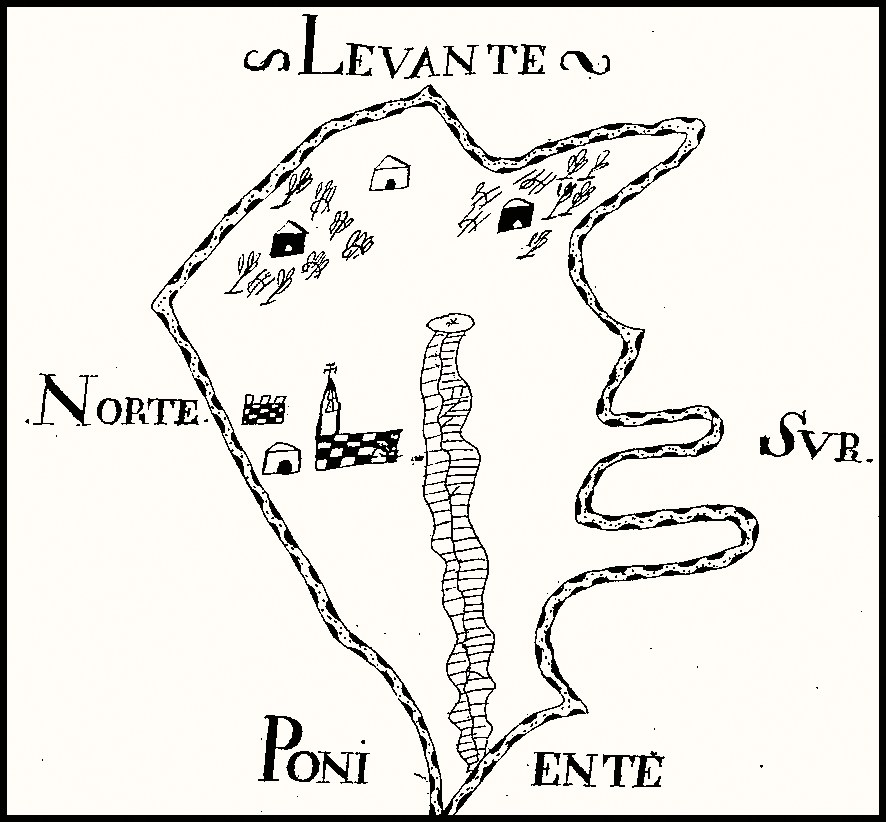
Imagen esquemática del Término Municipal de Cúllar en el Catastro de Ensenada (1752)

Libros del Archivo Histórico Provincial correspondientes al 
Catastro de Ensenada
 para Cúllar. Signaturas: 1179, 1180, 1181 y 1182
```

| Habitantes de Cúllar según censos del XVIII |         |            |
| Censo                                       | Vecinos | Habitantes |
| 1712, Campoflorido                          | 285     | 1040       |
| 1752, Ensenada                              | 699*    | 2548       |
| 1787, Godoy                                 | -       | 3043       |

| Edificios según el Catastro de Ensenada |       |        |         |             |
| Calle                                   | Casas | Cuevas | Pajares | Pajar-Cueva |
| Real                                    | 24    | -      | -       | -           |
| Pérez                                   | 22    | 2      | -       | -           |
| Ángel                                   | 20    | 5      | 1       | 3           |
| Barranco de las Eras                    | -     | 23     | 4       | 30          |
| Bendo                                   | 47    | 1      | -       | -           |
| Eras                                    | 25    | 14     | 12      | 14          |
| Mata                                    | 42    | 1      | -       | 1           |
| Plaza                                   | 13    | -      | -       | -           |
| El Fuerte                               | 9     | -      | -       | -           |
| Del Baño                                | 10    | -      | -       | -           |
| San José                                | 8     | 5      | -       | 4           |
| Mesones                                 | 24    | -      | 4       | -           |
| Porche                                  | 2     | 2      | -       | -           |
| Barranco de las Eras                    | 2     | 17     | -       | 10          |
| Cobos                                   | 29    | -      | 1       | -           |
| San Agustín                             | 18    | -      | 1       | 4           |
| San Sebastián                           | 58    | -      | -       | -           |
| Mesón de Abajo                          | 6     | -      | -       | -           |
| Iglesia                                 | 5     | -      | -       | -           |
| Horno                                   | 3     | -      | -       | -           |
| Otras calles                            | 108   | 8      | 9       | 28          |
|                                         | 475   | 78     | 32      | 94          |

| Clasificación profesional de la población |        |                |        |                |
|                                           | 1752   | 1752           | 1787   | 1787           |
| Oficio                                    | Número | Porcentaje (%) | Número | Porcentaje (%) |
| Clero                                     | 25     | 2,70 %         | 20     | 2,10 %         |
| Jornaleros                                | 222    | 24,20 %        | 529    | 56 %           |
| Labradores                                | 443    | 48,30 %        | 278    | 29,40 %        |
| Pastores                                  | -      | -              | -      | -              |
| Artesanos                                 | 41     | 4,50 %         | 50     | 5,30 %         |
| Criados                                   | 181    | 19,70 %        | 9      | 1 %            |
| Profs. libres                             | -      | -              | 51     | 5,40 %         |
| Comerciantes                              | -      | -              | 5      | 0,50 %         |
| Estudiantes                               | -      | -              | 3      | 0,30 %         |
| Otros                                     | 6      | 0,60 %         | -      | -              |
| Total activos                             | 918    | 100,00 %       | 945    | 100,00 %       |

| Propiedad sobre la tierra en 1752 |        |          |           |
|                                   | Riego  | Secano   | Cultivado |
| Eclesiástica                      | 117,06 | 973,98   | 1091,04   |
| Secular                           | 454,00 | 11416,18 | 11870,18  |
| Total                             | 571,06 | 12390,16 | 12961,22  |

Se puede hablar de una gran cantidad de minifundios agrícolas para la mitad del siglo XVIII, siendo el 50 % de las propiedades menores de media hectárea en 1752 Razones: en 1572 se permiten 1/5 de propietarios “naturales” moriscos (libro de Apeo de la Villa) - así como una Inmediata cercanía del parcelario de la vega al pueblo, lo que hace que todo el mundo tenga su pequeño huerto o bancal. En retroceso irán los minifundios hacia la concentración en pocas manos. Se observa por ejemplo en el dato del censo del año 1752: 443 labradores frente a 1787: 278 labradores. Se produce una concentración de terrenos en menos personas propietarias, mientras se mantiene una mayor cantidad de minifundios en función a la cercanía del pueblo y de la vega del río.
En este periodo de 1752 a 1787 se produce la desaparición de gran parte de la servidumbre calificada como “criados”, pasando estos a engrosar el ya de por si enorme bloque de jornaleros. Es curioso destacar cómo precisamente ese grupo (jornaleros) es el que mayor aumento tiene, debido a varias razones. Si la calificación como “labrador” implicaba la posesión de tierra –aquí la mayoría son minifundios, lo que explicaba la abundancia de labradores–, el aumento exacerbado de “jornaleros” implica que se está produciendo una rápida concentración de parte de los minifundios que venían dándose, en manos de unos cuantos. Las diferencias serían por tanto, cada vez mayores, pues mientras los labradores lo son cada vez más de porciones de tierra superiores, los jornaleros son un grupo en expansión debido a los aportes que reciben de ex-poseedores de tierras y de criados que dejan de serlo especialmente, es de hecho, una situación de empobrecimiento general.
El hecho de que no consten los pastores no indica que no jueguen un importante papel (de hecho, es un papel destacable el de la ganadería). Simplemente el no estar mencionados como pastores viene a reforzar el planteamiento de buena parte de la ganadería como actividad totalmente implicada con la agricultura; aquí especialmente por factores como los terrenos poco productivos y difíciles, los largos periodos de barbecho y descanso de la tierra,… toda una serie de factores que hacen que el agricultor sea, en muchos casos y durante parte importante del año, pastor, en mayor o menor medida en función de sus posibilidades. El clero ve mantenidos regularmente sus efectivos, así como el artesanado sufre cierto aumento.
Podríamos decir que el crecimiento de la población (cifras totales), en estos 35 años (1752-1787) debería haber sido en buena parte resultado de emigración recibida, es difícil hablar de aportes por emigración para este periodo, pues lo que se produce es una reestructuración de los habitantes ya ocupados así como la incorporación de los jóvenes y los llegados al pueblo, aunque indirectamente observamos que no son unas décadas de recepción de emigrantes (como otras anteriores). Los labradores son, en gran porcentaje, propietarios de terrenos minúsculos, y la tendencia va a ser hacia la desaparición de parte de ese minifundismo. No niega esto la existencia de grandes propietarios, absentistas de hecho, que poseen enormes territorios, cortijadas, y propiedades (y por tanto también derechos) en el término, como gran parte del peso fiscal es administrado por ellos (especialmente por el señor de la villa), en el cual “recaen” tanto Tercias como Alcabalas.

### Evolución demográfica

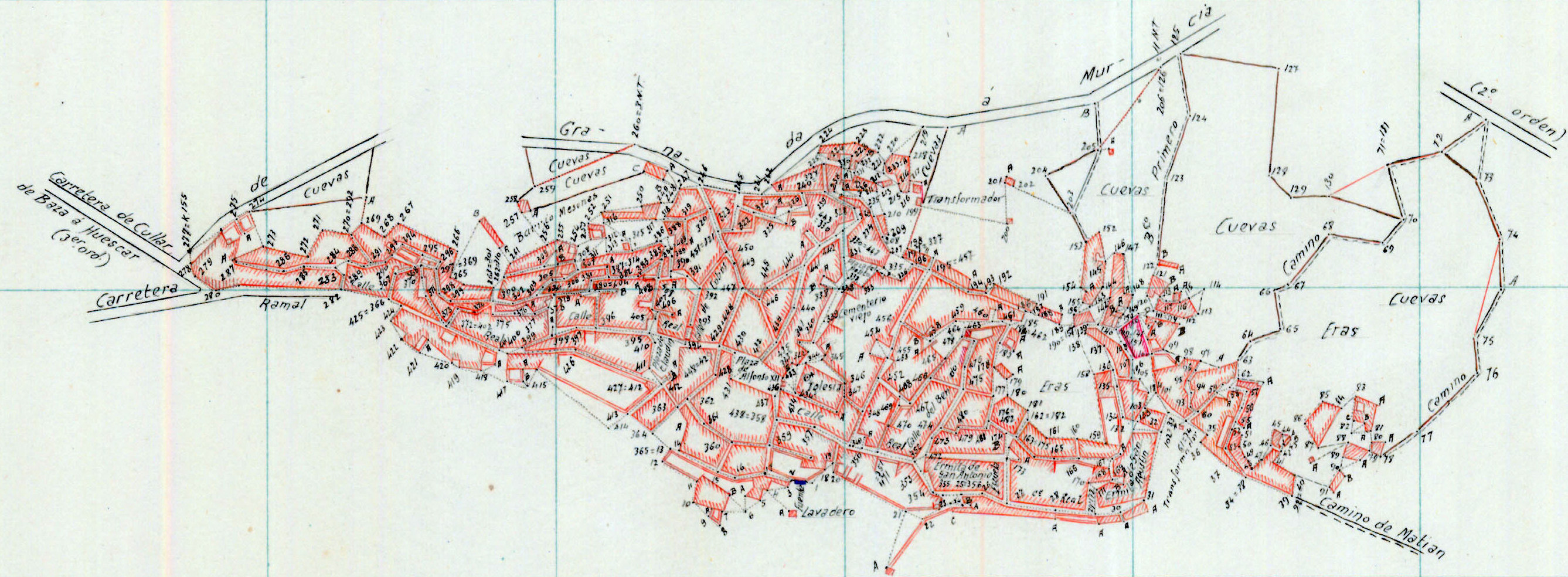
Mapa de Cúllar en 1931. El trazado urbano antes del boom demográfico que lo modificará entre 1930 y 1970. Pueden observarse importantes hitos como el perfil del ANTIGUO CEMENTERIO, silueta muy similar al Castillo de Cúllar que se levantaba precisamente allí con anterioridad al menos desde época almohade. Actualmente no queda prácticamente nada de esta edificación (el Cementerio Antiguo se desmontó hacia 1880, con lo que el llamado "Fuerte" donde se ubicaba en el era tan sólo los últimos restos posiblemente aún amurallados del antiguo castillo, que fue desmontado a lo largo de los siglos y afectado por eventos como el terremoto de 1522 con seguridad.

- La población de Cúllar ha seguido un ritmo acelerado de destrucción desde mediados del siglo XX, en que tuvo lugar su máximo histórico por algunos booms económicos derivados de explotaciones agrícolas actualmente desaparecidos (remolacha, cáñamo,...). Actualmente la población equivale a la que tuvo a finales del siglo XVIII, y la pérdida demográfica es acrecentada por factores como el abandono rural y la emigración a núcleos urbanos en busca de empleo y mejores condiciones de vida, así como el envejecimiento de sus habitantes.
- Según el Instituto Nacional de Estadística de España, en el año 2017 Cúllar contaba con 4276 habitantes censados[37] y la densidad de población en 2017 era de exactamente 10 habitantes por kilómetro cuadrado.

## Economía

### Evolución de la deuda viva municipal
| Gráfica de evolución de Deuda viva del Ayuntamiento de Cúllar entre 2008 y 2019                                |
| |
| Deuda viva del Ayuntamiento de Cúllar en miles de Euros según datos del Ministerio de Hacienda y Ad. Públicas. |

## Bosque de los Libros

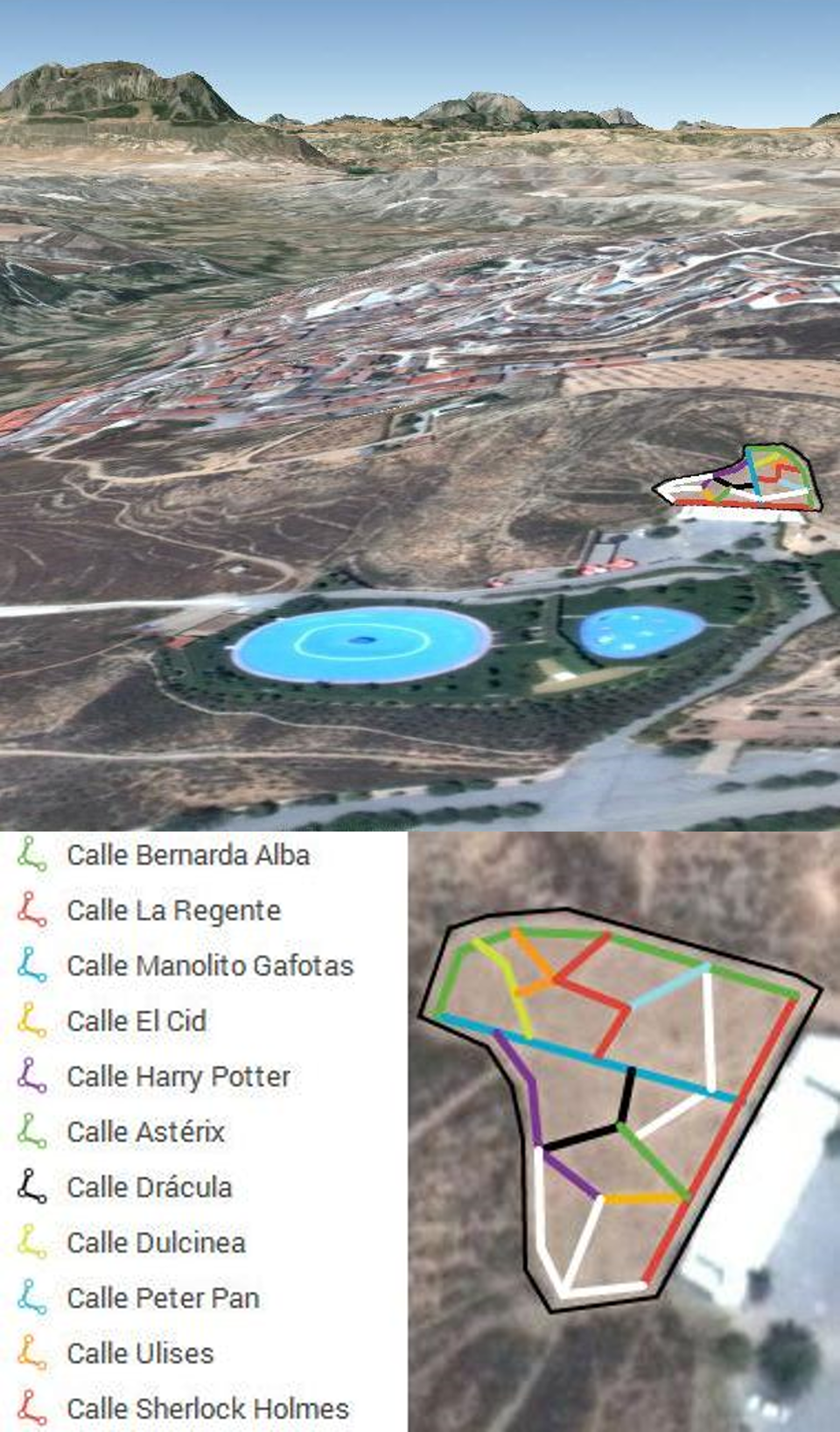
Ubicación esquemática y calles del "Bosque de los Libros", en el complejo Lagos de Quitasueños, a las afueras de Cúllar.

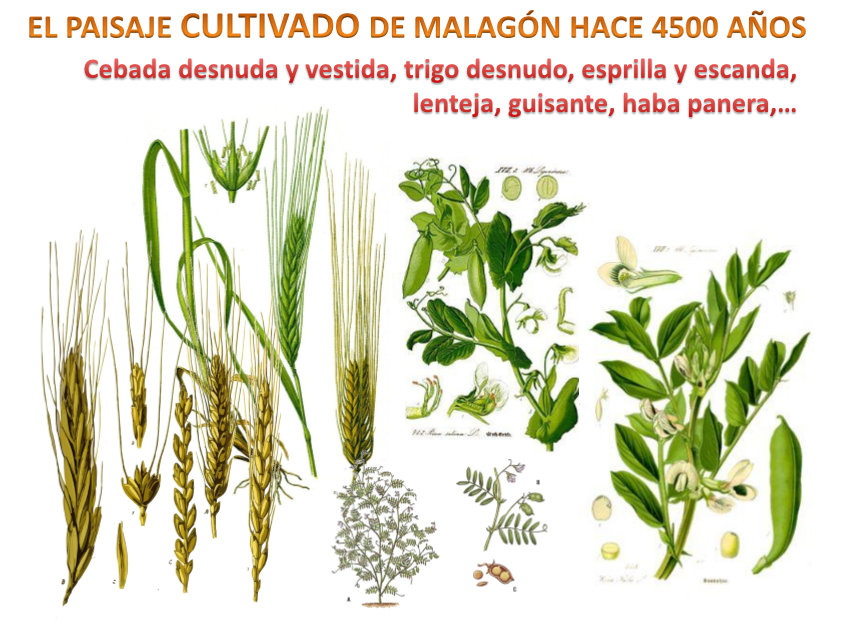
Paisaje vegetal cultivado de El Malagón (Cúllar) en el III milenio A.C.

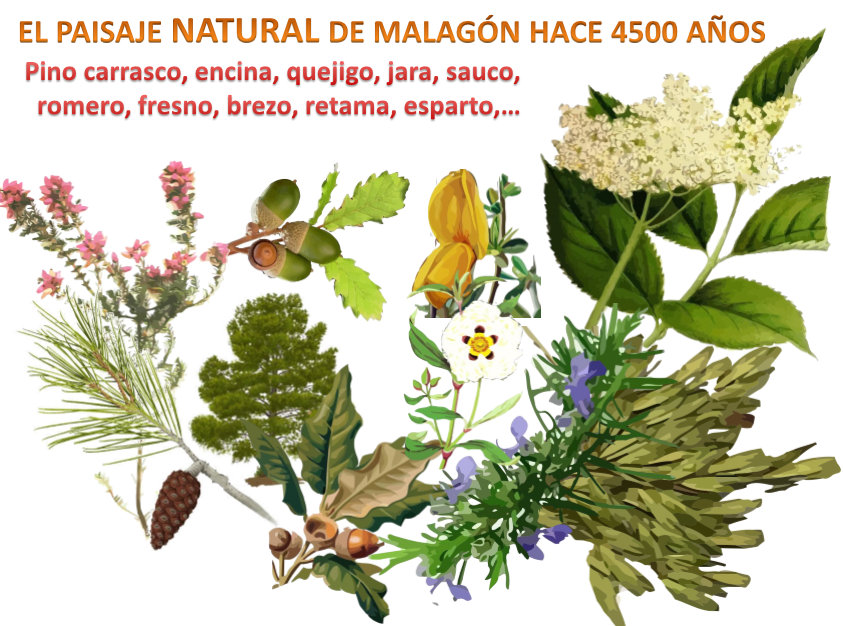
Paisaje vegetal natural de El Malagón (Cúllar) en el III milenio A.C.

A lo largo de los últimos años se ha realizado una iniciativa cultural consistente en crear un pequeño sotobosque en el Complejo de los Lagos de Quitasueños, donde se han realizado una serie de calles con nombres relacionados con la Literatura Universal. Allí se realizan obras teatrales, actos de ecología, talleres,...

## Bienes de Interés Cultural
- No son BIC ni la iglesia de Nuestra Señora de la Anunciación (inicios del siglo XVI), ni el Palacio de los Marqueses de Cadimo. Pero deben ser mencionados como inmuebles que debieran ser protegidos con figuras similares a los actualmente declarados BIC:

| Bien catalogado              | Otras denominaciones | Tipo              | Fecha       |
| ---------------------------- | -------------------- | ----------------- | ----------- |
| Torre del Cerro de la Ermita | Torre de Cúllar      | Monumento         | 25-VI-1985  |
| Torre de Maciacerrea         | La Torrecica         | Monumento         | 25-VI-1985  |
| El Malagón                   | Cortijo del Malagón  | Zona Arqueológica | 11-XII-2001 |
| Cúllar-Baza 1                | Cuesta de Baza       | Zona Arqueológica | 06-V-2008   |

## Hermanamiento
- Lloret de Mar, España